# コンタロウ
コンタロウ（本名：高階 光幸（たかしな みつゆき）、1951年12月11日 - ）は、日本の漫画家。兵庫県養父市出身。兵庫県立八鹿高等学校から岡山大学薬学部を経て、1977年、千葉大学工学部印刷工学科卒業。
1974年、大学在学中に『週刊少年ジャンプ』（集英社）のヤングジャンプ賞に『先生の日』が佳作入選。翌年の1975年、同じく『週刊少年ジャンプ』にて開催された赤塚賞に、応募した作品『父帰る!!』が入選し、同作品が掲載された後、『友情学園』で連載デビューする。
趣味は蕎麦打ち。プロレスに造詣が深く、プロレスをテーマにした作品も数多く発表している。子息は映像作家の高階匠。姪はシンガーソングライターのさぁさで、MVのコラボも行っている。
2020年より、電子マンガサイトのComic-Gakuenにて『帰ってきた1・2のアッホ!!』を配信し、連載を再開した。また本作は、コミケ版冊子として販売された。
近年も、故郷養父市長直々の依頼により『マンガふるさとの偉人 日本の近代養蚕業の父 上垣守国』を発刊するなど、精力的に活動を続けている。

## 作品リスト
- 1・2のアッホ!!
- ルーズ!!ルーズ!!
- マッドキャラバン
- 東京の青い空
- ミラクルボンバー
- 学問のススメ
- いっしょけんめいハジメくん
- ぼくらの時代
- プロレス鬼
- おっとと!お相撲くん
- ハッピーカンパニー
- 夢野さん家はここですか？[8]
- 風にきいてくれ！[9]
- MAD★キャラバン[10]
- 不思議な夢物語[11]
- めっちゃおもしろサイエンス! - 作画担当。2009年4月から毎日小学生新聞で連載。
- 帰ってきた1・2のアッホ!! - 2020年3月からComic-Gakuenにて連載中。
- マンガふるさとの偉人 日本の近代養蚕業の父 上垣守国 - 2024年4月19日より養父市サイトにて公開開始。

## アシスタント
- 佐藤正
- 佐藤智一
- 夏目恵二